# Episodi di Dirty Sexy Money (seconda stagione)
La seconda e ultima stagione della serie televisiva Dirty Sexy Money è stata trasmessa negli Stati Uniti per la prima volta dall'emittente ABC dal 1º ottobre 2008 all'8 agosto 2009.
In Italia, è stata trasmessa in prima visione sul canale satellitare Fox dal 27 febbraio al 10 aprile 2009.
L'episodio numero sette era stato in un primo momento cancellato durante la messa in onda negli USA. In seguito, è stata presa la decisione di trasmetterlo tra il numero 10 e il numero 11. Anche in Italia è stato trasmesso nella stessa posizione degli USA. Tuttavia, la sua posizione cronologicamente ideale rimane essere quella originale di settimo episodio.
| nº | Titolo originale       | Titolo italiano         | Prima TV USA     | Prima TV Italia  |
| -- | ---------------------- | ----------------------- | ---------------- | ---------------- |
| 1  | The Birthday Present   | Il regalo di compleanno | 1º ottobre 2008  | 27 febbraio 2009 |
| 2  | The Family Lawyer      | L'avvocato di famiglia  | 8 ottobre 2008   | 27 febbraio 2009 |
| 3  | The Star Witness       | La testimone chiave     | 22 ottobre 2008  | 6 marzo 2009     |
| 4  | The Silence            | Il silenzio             | 29 ottobre 2008  | 6 marzo 2009     |
| 5  | The Verdict            | Il verdetto             | 5 novembre 2008  | 13 marzo 2009    |
| 6  | The Injured Party      | La parte lesa           | 19 novembre 2008 | 13 marzo 2009    |
| 7  | The Summer House       | La casa delle vacanze   | 18 luglio 2009   | 27 marzo 2009    |
| 8  | The Plan               | Il piano                | 3 dicembre 2008  | 20 marzo 2009    |
| 9  | The Organ Donor        | Il donatore d'organi    | 10 dicembre 2008 | 20 marzo 2009    |
| 10 | The Facts              | I fatti                 | 17 dicembre 2008 | 27 marzo 2009    |
| 11 | The Convertible        | Mutamenti               | 25 luglio 2009   | 3 aprile 2009    |
| 12 | The Unexpected Arrival | L'arrivo inatteso       | 1º agosto 2009   | 3 aprile 2009    |
| 13 | The Bad Guy            | Il cattivo              | 8 agosto 2009    | 10 aprile 2009   |